# بوياش

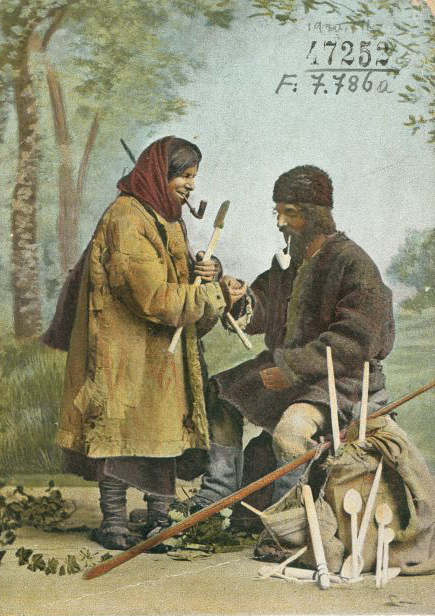

البوياش (Boyash) يشير إلى مجموعة إثنية من الغجر الذين يعيشون في رومانيا، وجنوب المجر، وكرواتيا في شمال شرق وغرب وفويفودينا، وسلوفاكيا، والبلقان، وإنما أيضا في الأمريكتين وأستراليا.
الأسماء البديلة Rudari (Ludari) ، Lingurari وZlătari.